# Frank Brickowski
Francis Anthony „Frank“ Brickowski (* 14. August 1959 in Bayville (New York)) ist ein ehemaliger US-amerikanischer Basketballspieler.

## Laufbahn
Brickowski war von 1974 bis 1977 Schüler der Locust Valley High School im US-Bundesstaat New York. In der dortigen Basketballmannschaft empfahl er sich für die NCAA. Der 2,06 Meter große Brickowski wurde auf den Positionen vier und fünf eingesetzt, er gehörte von 1977 bis 1981 der Mannschaft der Pennsylvania State University an. In den Spieljahren 1979/80 (11,4 Punkte/Spiel) und 1980/81 (13,0 Punkte/Spiel) war er bester Korbschütze der Hochschulmannschaft, auch seine 7,8 Rebounds je Begegnung in der Saison 1979/80 waren der Höchstwert.
Die New York Knicks sicherten sich beim NBA-Draftverfahren im Jahr 1981 die Rechte an Brickowski, der in der dritten Auswahlrunde an 57. Stelle aufgerufen wurde. Brickowskis erster Halt als Berufsbasketballspieler wurde jedoch der Cagiva Varese in Italien. Dort stand er in der Saison 1981/82 unter Vertrag. 1982/83 war der US-Amerikaner Spieler von Reims CB in Frankreich, in 26 Ligaeinsätzen erzielte er dort im Durchschnitt 21,2 Punkte sowie 9,6 Rebounds. Brickowski wechselte zur israelischen Spitzenmannschaft Maccabi Tel Aviv. Er trat mit Tel Aviv 1983/84 ebenfalls im Europapokal der Landesmeister an. Seinen Bestwert in dem europäischen Vereinswettbewerb erreichte er im Erstrundenspiel gegen Viby IF aus Dänemark, als er zu Tel Avivs deutlichem 145:85-Sieg 28 Punkte beitrug.
Im Vorfeld der Saison 1984/85 gelang ihm der Sprung in die NBA, Brickowski wurde von den Seattle SuperSonics verpflichtet. In der Liga spielte er bis 1997. Er stand nach seiner Zeit in Seattle in der Saison 1986/87 zunächst bei den Los Angeles Lakers unter Vertrag, im Februar 1987 gaben ihn die Kalifornier an die San Antonio Spurs ab. In San Antonio blieb er bis 1990, es folgte der Wechsel zu den Milwaukee Bucks. Diese behielten ihn bis Februar 1994, als Brickowski im Rahmen eines Tauschgeschäfts zu den Charlotte Hornets gelangte. Im August 1994 statteten ihn die Sacramento Kings mit einem Vertrag aus, er verpasste die Saison 1994/95 jedoch aufgrund einer Schulterverletzung. Im Spieljahr 1995/96 stand Brickowski wieder in Diensten der Seattle SuperSonics, mit denen er in die NBA-Finalserie einzog und dort auf die Chicago Bulls traf. In den Spielen gegen Chicago rückte Brickowski durch seine von großem Körpereinsatz, Unsportlichkeiten und Provokationen geprägten Duelle mit Dennis Rodman in den Mittelpunkt.  Brickowski wurde im Laufe des ersten und des dritten Spiels gegen Chicago nach Regelverstößen jeweils ausgeschlossen. In seinem letzten Profijahr stand er bei den Boston Celtics unter Vertrag. Den höchsten Saisonpunkteschnitt während seiner NBA-Zeit erreichte Brickowski in der Saison 1992/93 mit 16,9, seinen besten Reboundwert verbuchte er 1987/88 mit 6,9 je Begegnung.
Nach dem Ende seiner Spielerlaufbahn wurde er für die NBA-Spielergewerkschaft NBPA tätig.